# Morea (Buenos Aires)
Morea es una localidad argentina del centro de la provincia de Buenos Aires, perteneciente al partido de Nueve de Julio.

## Población
Cuenta con 347 habitantes (Indec, 2010), lo que representa un descenso del 16,6 % frente a los 416 habitantes (Indec, 2001) del censo anterior.  
| Gráfica de evolución demográfica de Morea entre 1991 y 2010 |
|                                                             |
| Fuente: Censos nacionales del INDEC                         |